# Khangarh
Khangarh é uma cidade do Paquistão localizada na província de Punjab.